# Scooby Doo și Scrappy-Doo (1979)
Scooby-Doo și Scrappy-Doo (engleză Scooby-Doo and Scrappy-Doo) este un serial de animație american ce constituie a patra încarnare a francizei Hanna-Barbera Scooby-Doo. A avut premiera în 22 septembrie 1979 și a rulat pentru un sezon pe ABC ca un program de jumătate de oră. Un total de 16 episoade au fost produse. A fost ultimul serial Hanna-Barbera care a folosit pista de râs a studioului.

## Prezentare generală
Prin 1979, angajații de la Hanna-Barbera au realizat că formula Scooby-Doo începuse să se uzeze, ceea ce le-a dat motiv de a o imita într-un special Scooby, Scooby Doo merge la Hollywood. În adaos, ABC a început să amenințe anularea serialului, a cărui evaluări au fost în scădere. Prin urmare, pentru sezonul său din 1979 - 1980, Scooby-Doo a primit o revizie generală majoră, adăugând personajul Scrappy-Doo, nepotul lui Scooby, jucat de Lennie Weinrib, și schimbând numele serialului în Scooby Doo și Scrappy-Doo.
Gașca, împreună cu Scrappy, călătoresc în jurul lumii pentru a descoperi fantomele și decid să rezolve misterul. În timp ce se despart, Scooby, Scrappy și Shaggy sfârșesc căzând în mâna fantomei. Deși, nu ca și unchiul său, Scrappy vrea să lupte cu fantoma, forțându-i pe Scooby și Shaggy să-l salveze. Între timp, Fred, Velma și Daphne găsesc indiciile care vor dovedi că fantoma nu este adevărată. Scooby și Scrappy sfârșesc capturând fantoma și este expusă ca fiind un escroc.
Chiar dacă sunt încă prezenți în aceste episoade, Fred, Daphne și Velma au devenit mai puțini esențiali în concept.
Marla Frumkin a preluat rolul lui Pat Stevens ca Velma Dinkley spre sfârșitul sezonului, începând cu episodul 12, "The Ghoul, the Bat, and the Ugly". Velma nu vorbește în episodul 16, "The Ransom of Scooby Chief".
La fel ca multe dintre serialele create de Hanna-Barbera în anii 70, serialul a conținut o pistă de râs inferioară creată de studio.

## Personaje
- Scooby-Doo
- Scrappy-Doo
- Shaggy Rogers
- Daphne Blake
- Fred Jones
- Velma Dinkley

## Vocile în engleză
- Scooby-Doo - Don Messick
- Shaggy Rogers - Casey Kasem
- Fred Jones - Frank Welker
- Daphne Blake - Heather North
- Velma Dinkley - Pat Stevens (episoadele 1-11), Marla Frumkin (episoadele 12-16)
- Scrappy-Doo - Lennie Weinrib

## Episoade
| N/o                   | Titlu român                                  | Titlu englez                           | Ticălosul                        |
| --------------------- | -------------------------------------------- | -------------------------------------- | -------------------------------- |
|                       |                                              |                                        |                                  |
| SEZONUL 1 (1979-1980) |                                              |                                        |                                  |
|                       |                                              |                                        |                                  |
| 01                    | Scarabeul e viu                              | The Scarab Lives!                      | Scarabeul albastru               |
|                       |                                              |                                        |                                  |
| 02                    | Întâlniri stranii de gradul Scooby           | Strange Encountres of a Scooby Kind    | OZN-ul                           |
|                       |                                              |                                        |                                  |
| 03                    | Strigoiul nocturn din tărâmul fermecat       | The Night Ghoul of Wonderworld         | Strigoul nocturn din London      |
|                       |                                              |                                        |                                  |
| 04                    | Fantoma Neon a discotecii pe patine          | The Neon Phantom of the Roller Disco!  | Fantoma neon                     |
|                       |                                              |                                        |                                  |
| 05                    | Să ai frică și spaimă, demonul este un șarpe | Shiver and Shake, That Demon’s A Snake | Șarpele demon                    |
|                       |                                              |                                        |                                  |
| 06                    | Înfricoșătorul schelet zburător              | The Scary Sky Skeleton                 | Scheletul cerurilor              |
|                       |                                              |                                        |                                  |
| 07                    | Demonul de pe banca echipei                  | The Demon of the Dugout                | Bestia dragonului                |
|                       |                                              |                                        |                                  |
| 08                    | Sperietura păroasă a ursului demon           | The Hairy Scare of the Devil Bear      | Ursul demon                      |
|                       |                                              |                                        |                                  |
| 09                    | 20 000 de țipete sub mare                    | Twenty Thousand Screams Under the Sea  | Creatura Acapulo Aztecă din mare |
|                       |                                              |                                        |                                  |
| 10                    | Mi-am pierdut gâtul în San Francisco         | I Left My Neck in San Francisco        | Domnița vampir din Bay           |
|                       |                                              |                                        |                                  |
| 11                    | Puneți o dorință pe o creatură stelară       | When You Wish Upon a Star Creature     | Creatura stelară                 |
|                       |                                              |                                        |                                  |
| 12                    | Strigoiul, liliacul și urâtul                | The Ghoul, the Bat and the Ugly        | Demonul umbră                    |
|                       |                                              |                                        |                                  |
| 13                    | Muntele stâncos Uiii                         | Rocky Mountain Yiii!                   | Fantoma lui Jeremiah Pratt       |
|                       |                                              |                                        |                                  |
| 14                    | Vrăjitorul e în pericol                      | The Sorcerer’s a Menace                | Fantoma marelui Haldane          |
|                       |                                              |                                        |                                  |
| 15                    | Închide ușa, e un minotaur!                  | Lock The Door, It’s a Minotaur!        | Minotaurul                       |
|                       |                                              |                                        |                                  |
| 16                    | [ 5 ]                                        | The Ransom of Scooby Chief             | Escrocii răpitori                |
|                       |                                              |                                        |                                  |